# Fort Belknap Agency
|  | Aquest article tracta de la localitat estatunidenca de Montana; per a la reserva índia del mateix estat vegeu l'article Reserva índia de Fort Belknap. |

Fort Belknap Agency és una concentració de població designada pel cens dels Estats Units a l'estat de Montana. Segons el cens del 2000 tenia 1.262 habitants.

## Demografia
Segons el cens del 2000, Fort Belknap Agency tenia 1.262 habitants, 345 habitatges, i 287 famílies. La densitat de població era de 45 habitants per km². Per races són el 2,61% blancs i el 95,64% amerindis. Els hispànics de qualsevol raça són l'1,51% de la població.
Dels 345 habitatges en un 50,7% hi vivien nens de menys de 18 anys, en un 40,9% hi vivien parelles casades, en un 32,8% dones solteres, i en un 16,8% no eren unitats familiars. En el 14,2% dels habitatges hi vivien persones soles el 3,2% de les quals corresponia a persones de 65 anys o més que vivien soles. El nombre mitjà de persones vivint en cada habitatge era de 3,64 i el nombre mitjà de persones que vivien en cada família era de 4.
Per edats la població es repartia de la següent manera: un 41,8% tenia menys de 18 anys, un 12,4% entre 18 i 24, un 25,2% entre 25 i 44, un 16,3% de 45 a 60 i un 4,3% 65 anys o més.
L'edat mediana era de 22 anys. Per cada 100 dones de 18 o més anys hi havia 88,9 homes.
La renda mediana per habitatge era de 22.000 $ i la renda mediana per família de 23.583 $. Els homes tenien una renda mediana de 26.364 $ mentre que les dones 20.833 $. La renda per capita de la població era de 9.053 $. Aproximadament el 37,9% de les famílies i el 38,3% de la població estaven per davall del llindar de pobresa.

## Poblacions més properes
El següent diagrama mostra les poblacions més properes.